# サービスプロバイダ
サービスプロバイダとは、なんらかのサービスを提供する企業または組織を指す。

## 概要
サービスプロバイダは、顧客とサブスクリプション契約を締結し、ニーズに合わせたシステムや商品を提供する。
そのため、サービスプロバイダはシステムや製品を自前で開発・生産したり、他社より調達して納品する必要があるが、納品後も顧客やユーザが安定的に利用できるよう運用・保守を行う必要がある。
また、サービスプロバイダの提供するサービスのほとんどはITサービスであることが多い。
最もよく知られるサービスプロバイダはインターネットサービスプロバイダ (ISP) である。「プロバイダ」のデファクトスタンダード的意味がISPを指すと言っても過言ではなく、またISP各社もインターネット接続サービスを「プロバイダ」と呼称している。

### ISPを例にしたサービスプロバイダのサービス提供形態
1. 顧客はISPにインターネット接続サービス利用の申し込みを行う。
2. ISPはNTT東日本などの回線事業者（キャリア）に回線工事および回線利用の申し込みを行う。
3. ISPと回線事業者間での契約が締結され次第、ISPから顧客向けにPPPoE接続用のアカウント情報が払い出される。
4. 顧客はISPに回線工事費や事務手数料などを初回のみ支払い、以後毎月定額を支払う[4][5]。
5. ISPは以後顧客に対してカスタマーサポート（問い合わせ対応）や、ヘルプデスク（不具合対応）を行う。

ISPは回線を保有しておらず、インターネット接続を提供しているに過ぎないため、サービスプロバイダと定義される。ISPに回線を提供する企業や組織は「サプライヤ」と定義される。
なお、NTTドコモとソフトバンクのような自前で通信回線を保有し、インターネット接続サービスも提供する企業は「プロバイダ」ではなく「電気通信事業者（キャリア）」と呼称される。
ただし、auに関してはインターネット接続サービスのみ提供しており、通信回線は親会社であるKDDIが供給しているため、「プロバイダ」と呼称する事が正しいが、携帯電話会社の通例からか、「キャリア」と呼称されることで定着している。

### サービスプロバイダの種類
- アプリケーションサービスプロバイダ (Application service provide, ASP)
- クラウドサービスプロバイダ (Cloud service provider, CSP) - クラウドコンピューティングにおけるIaaS、PaaS、SaaSサービスのプロバイダ
- ネットワークサービスプロバイダ (Network service provider, NSP)
- インターネットサービスプロバイダ (Internet service provider, ISP)
- マネージドサービスプロバイダ (Managed service provider, MSP)
- マネージドセキュリティサービスプロバイダ (Managed Security Service Provider, MSSP)
- ストレージサービスプロバイダ（英語版） (Storage service provider, SSP)
- テレコミュニケーションサービスプロバイダ（英語版） (Telecommunications service provider, TSP)
- SAMLサービスプロバイダ（英語版） (SAML service provider)
- マスターマネージドサービスプロバイダ (Master managed service provider, MMSP)
- マネージドインターネットサービスプロバイダ (Managed Internet service provider, MISP)
- オンラインサービスプロバイダ（英語版） (Online service provider, OSP)
- ペイメントサービスプロバイダ (Payment service provider, PSP)

## ITILで定義されたサービスプロバイダ
サービスの安定的な運用についてのノウハウ集であるITIL v3のサービスデザインには「サービス管理プロセス」が存在するが、そこにサービスプロバイダの詳細なモデルが紹介されている。

### ステークホルダー
サービス管理プロセスにて紹介されているステークホルダー（利害関係を有する登場人物）およびその役割を以下に示す。
- ユーザ (user)
サービスプロバイダが提供するサービスの利用者。
- 顧客 (customer)
サービスプロバイダが提供するサービスの購入者。
- サプライヤ (supplier)
サービスプロバイダが提供するサービスを構成するインフラ（部品やパッケージ）を提供する企業または組織。
- サービスプロバイダ (Service Provider)
サプライヤから受け取った部品や商品をもとにサービスを構築し、お金を受け取った顧客にサービスを提供する。

なお、顧客自身が利用するためにサービスプロバイダと契約した場合は、顧客はユーザを兼ねる場合もある。

### サービス構築形態
基本、サービスプロバイダはサプライヤから購入したインフラを利用してサービスを構築するが、その構築形態は大別して以下3パターンとなる。
- 独自サービス開発
サプライヤから購入した物品[8]で独自のプログラムやシステムを開発しサービス提供する。
- 既存パッケージ運用
サプライヤが既に開発済みのシステムを購入し、サービスプロバイダはユーザサポートのみ行う。環境に合わせた若干のチューニングを行う場合もある。

### 契約形態
サービスプロバイダは、サービス提供期間中はサービスに対するサポートも行うため、通常はサブスクリプション契約であることが多い。

### サービスプロバイダのタイプ別モデル
ITILでは、サービスプロバイダには以下3タイプが存在すると定義している。
- Type1（内部サービスプロバイダ）[9]
自社内の１部門が自社向けにサービスを提供するタイプ。
(例)▲■商社の情報システム部は、各部門が様々なシステムを円滑に構築できるようクラウドサービスを提供している。
- Type2（シェアドサービスプロバイダ）[10]
自社内の複数部門が共同でひとつのサービスを構築し、自社向けに提供する。Type1との違いは複数の部門が共同でサービスを管理している点にあり、それ以外には違いがない。
（例）▲■商社では、人事部と総務部、財務部が共同で社員向けイントラサイトを提供しており、そこからWeb給与明細や各種申請、会議室予約や資産管理まで行うことが可能となっている。
- Type3（外部サービスプロバイダ）[11]
自社内で構築したサービスを他社へ提供する。なお、他社が構築・運用していたシステムの管理代行もこれにあたる。
（例1）▲■商社は、○○総合病院に対してブラウザから打ち込むことでカルテ管理の効率化が望める電子カルテサービスを提供した。
（例2）▲■商社は、××ショッピングモールの親会社が自社運営していたECサイトの運営を代行している。